# Walkman

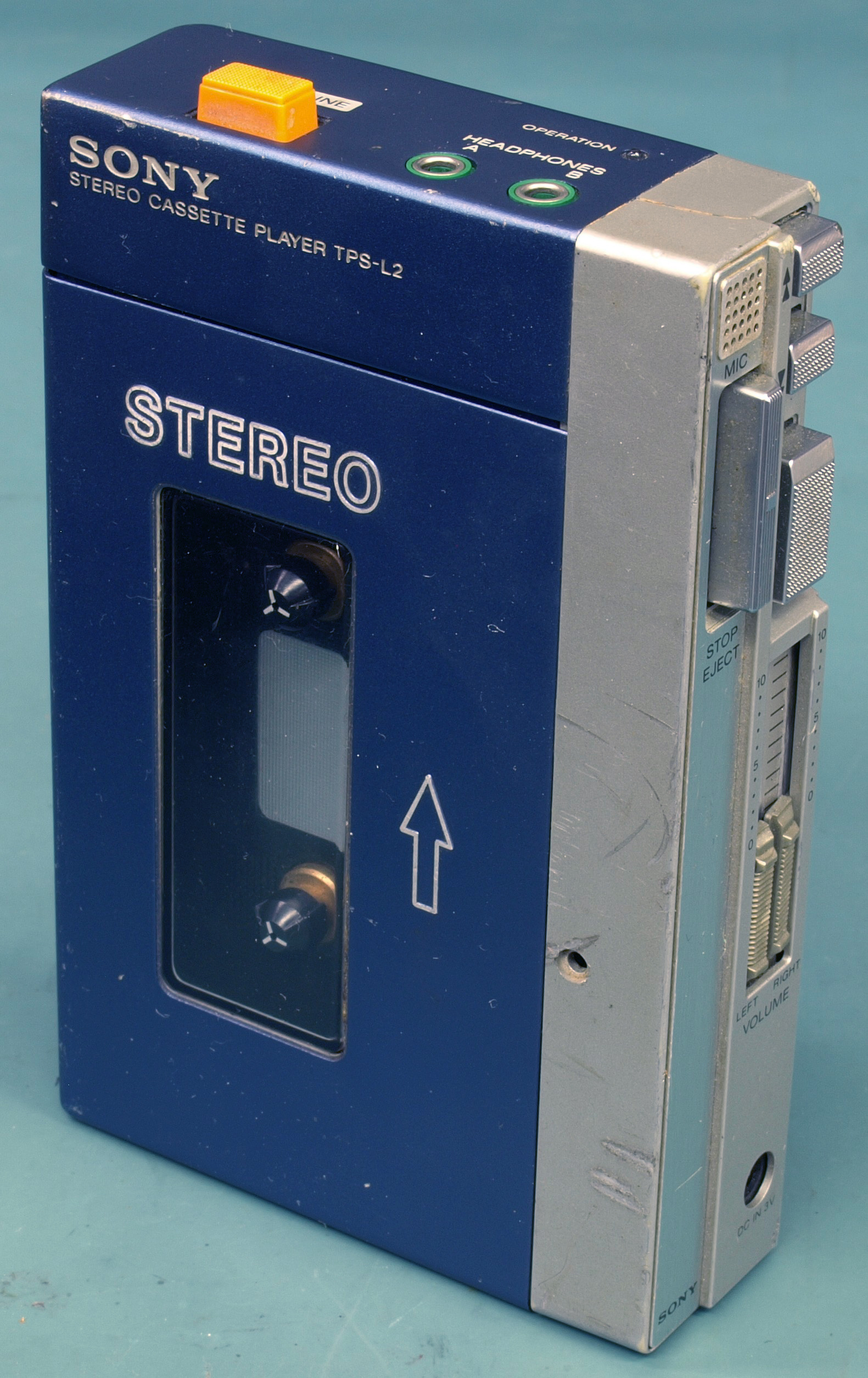
Первый кассетный плеер Sony Walkman TPS-L2 (1979)

Walkman (Уокмен) — популярная торговая марка компании Sony, под которой продаются её портативные аудиоплееры. Также термин Walkman используется в качестве общего названия портативных аудиоустройств (независимо от производителя).
Walkman произвёл революцию в способе прослушивания музыки, позволяя людям брать с собой музыку, которую они хотят слушать и не мешать при этом окружающим.
Первый Walkman был выпущен в продажу в июле 1979 года в Японии, и в феврале 1980 года за границей.
Sony и по сей день выпускает портативные аудиоплееры Walkman. В апреле 2010 года был выпущен последний кассетный Walkman на предприятиях Сони (возможно, некоторое время он ещё будет производиться в Китае), а 25 октября этого же года они были сняты с продажи.
Также с 2005 по 2011 годы под брендом Walkman выпускались сотовые телефоны Sony Ericsson. Первой моделью был W800, вышедший 12 августа 2005 года. Модель являлась полным клоном K750i, и в первые месяцы также достигла отличных продаж. Последней моделью под брендом Walkman был смартфон Sony Ericsson WT19i, также достигший успешных продаж. В дальнейшим в смартфонах Sony Xperia использовалось приложение Walkman, однако в марте 2015 года было решено отказаться от данного бренда в смартфонах, переименовав его в «Музыка».
Названия Pressman, Walkman, Watchman, Scoopman, Discman и Talkman являются торговыми марками Sony и были использованы для названия широкого диапазона портативных устройств для развлечения, изготовляемых компанией. Sony продолжило использовать фирменный знак Walkman для большинства их портативных аудиоустройств, после того как название Discman для проигрывателей компакт-дисков вышло из употребления в конце 1990-х.

## История
В 1978 году Sony начала сборку профессионального репортажного кассетного магнитофона TC-D5. Модель оказалась удачной, и в разных вариантах производилась более двадцати лет. TC-D5 сразу стал рабочим инструментом топ-менеджеров компании, но для пожилого Масару Ибуки был слишком тяжёл. Ибука в частной беседе поведал это Норио Оге, а Ога передал пожелание Ибуки — разработать высококачественный стереофонический плеер (проигрыватель) для долгих авиаперелётов — главному конструктору магнитофонов Sony Кодзо Осоне. Четыре дня спустя инженеры представили рабочий прототип на базе диктофона TCM-600. Качество звучания удивило даже инженеров-звукотехников. Ибука был восхищён, а Акио Морита потребовал немедленно запустить новинку в производство. Другие директора, включая Ибуку, были не столь оптимистичны, но Морита под угрозой собственного увольнения настоял на немедленном выпуске крупной серии. Sony проигрывала в войне видеоформатов и срочно нуждалась в новом, прорывном продукте. Первый кассетный плеер Walkman модели TPS-L2 поступил в продажу на национальном японском рынке в июле 1979 года и имел немедленный успех. Мировая премьера плеера, перед которой следовало развернуть массовое производство, была назначена на февраль 1980 года.
Морита, осознавая грамматическую неправильность японо-англицизма Walkman, не решился тиражировать его на международные рынки. Готовясь к мировой премьере, маркетологи Sony придумали новые, «правильные» бренды: Sound-About для США, Stowaway для Великобритании, Freestyle для Швеции. Морита, в свою очередь, лично продвигал новинку в среде академических музыкантов США и Западной Европы. В общении с музыкантами-англофонами он понял, что публика восприняла имя Walkman положительно, и настоял на отказе от региональных суббрендов в пользу единого бренда Walkman. Весной 1981 года Sony выпустила второе, миниатюризированное поколение Walkman (модель WM-2).

### Stereobelt

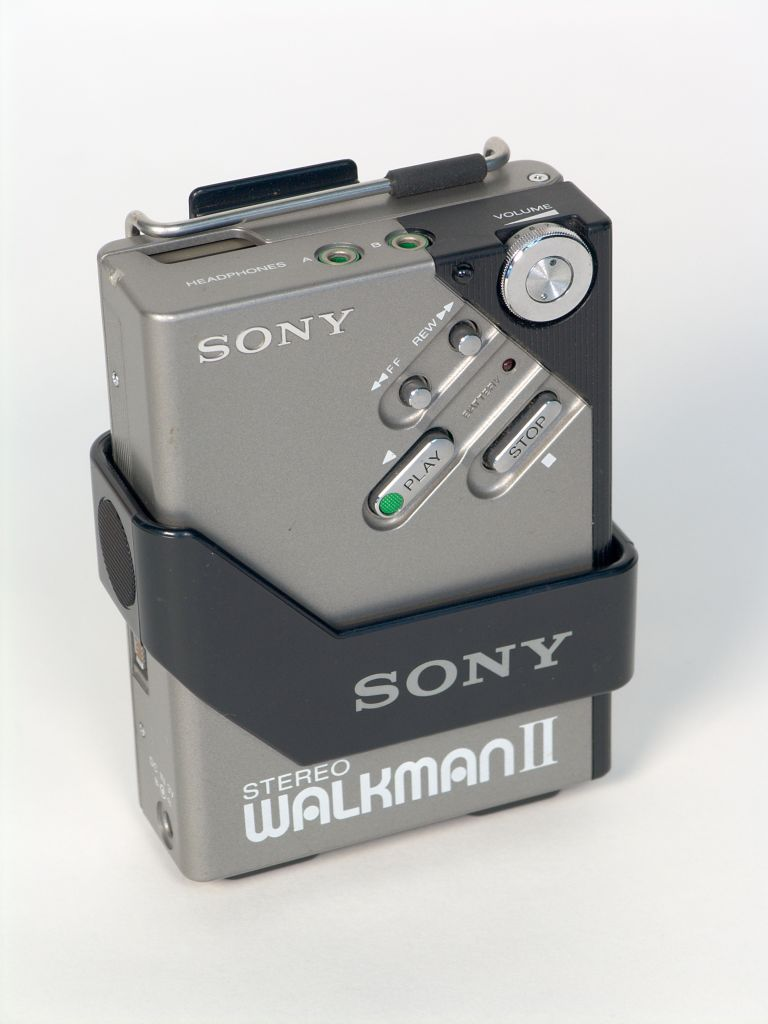
Sony NW-2 (1981)

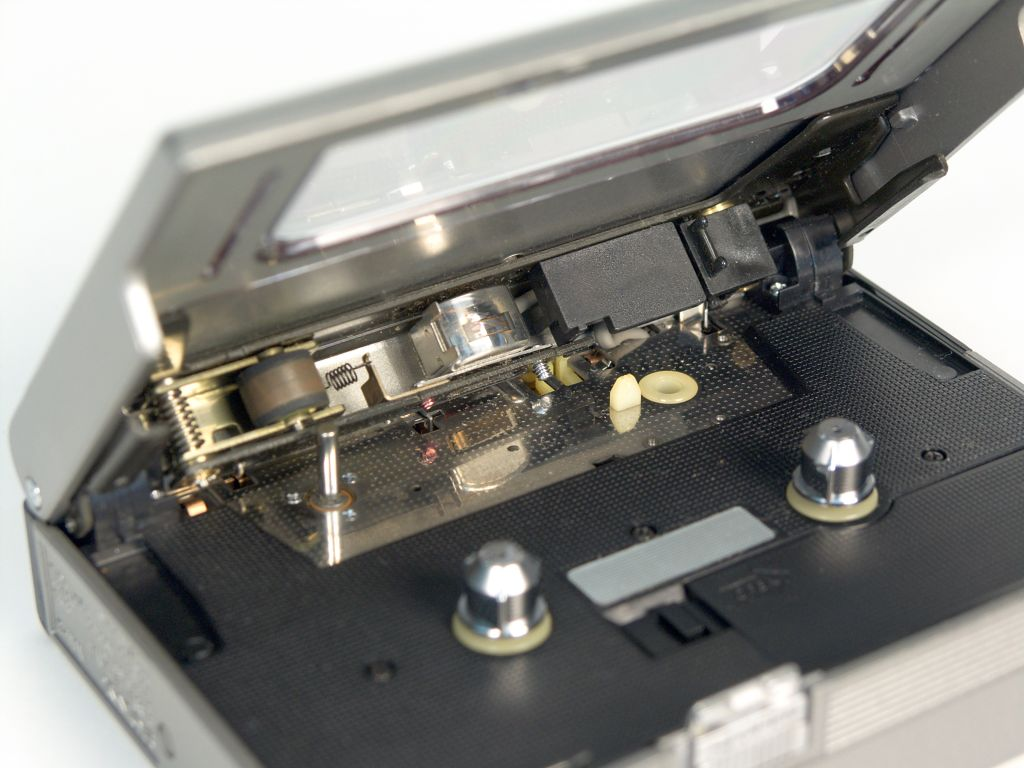
Открытая крышка кассетоприёмника Walkman II

Однако первый персональный портативный стереоаудиоплеер (под названием Stereobelt) был создан изобретателем немецко-бразильского происхождения Павлом Андреасом ещё в 1972 году. Павел получил патент на Stereobelt в Италии в 1977 году, затем подал заявки в США, Германии, в Великобритании и Японии в 1978 году.
В 1979 году Sony начала продавать ставшие впоследствии популярными Walkman, а в 1980 году начала переговоры с Павлом в отношении лицензионных отчислений. В 1986 году Sony, наконец, согласилась выплатить Павлу отчисления, но только для продаж в Германии и лишь с некоторых моделей, с условием непризнания его как изобретателя устройства.
В 2001 году Павел угрожал Sony исками в каждой стране, в которой он запатентовал своё изобретение. Корпорация решила возобновить переговоры с Павлом, и соглашение было, наконец, достигнуто в 2003 году. Точная сумма, благодаря которой удалось решить проблему, неизвестна, но европейская пресса заявила, что Павел получил наличными сумму, превышающую 10 млн долларов, и в настоящее время также получает отчисления от продаж Walkman. Соглашение включает положение, которое позволяет избежать новых судебных исков от Павла.
В соглашении оговорено, что Павел был первым изобретателем устройства; этот факт был признан лишь после смерти основателя Sony Акио Морита.
Однако, из-за гораздо большей популярности Sony, название Walkman сейчас является частью поп-культуры и его знают намного больше людей, чем Stereobelt.

### Кассетные Walkman (1979—2010)

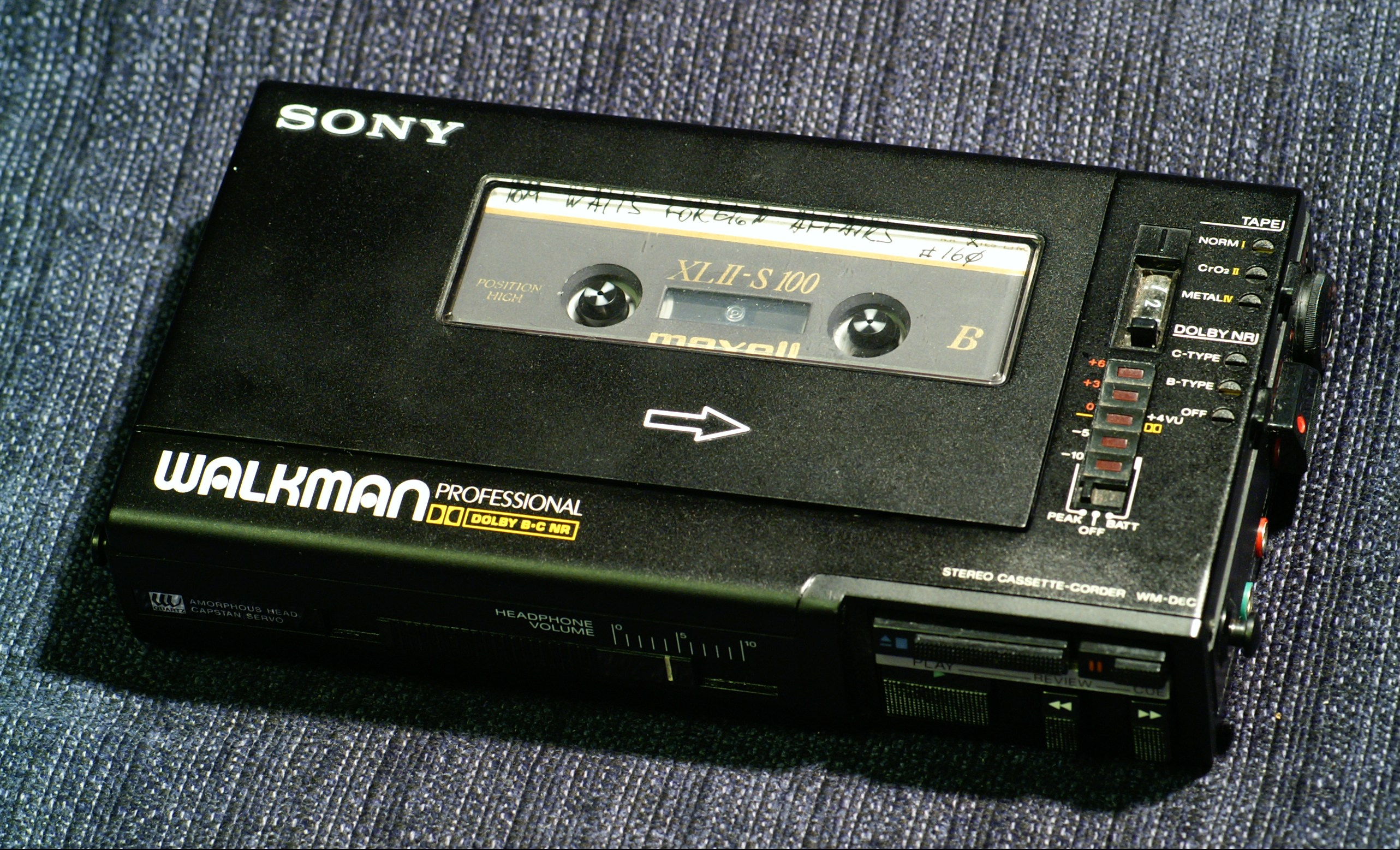
Walkman WM-D6C Pro (1992)

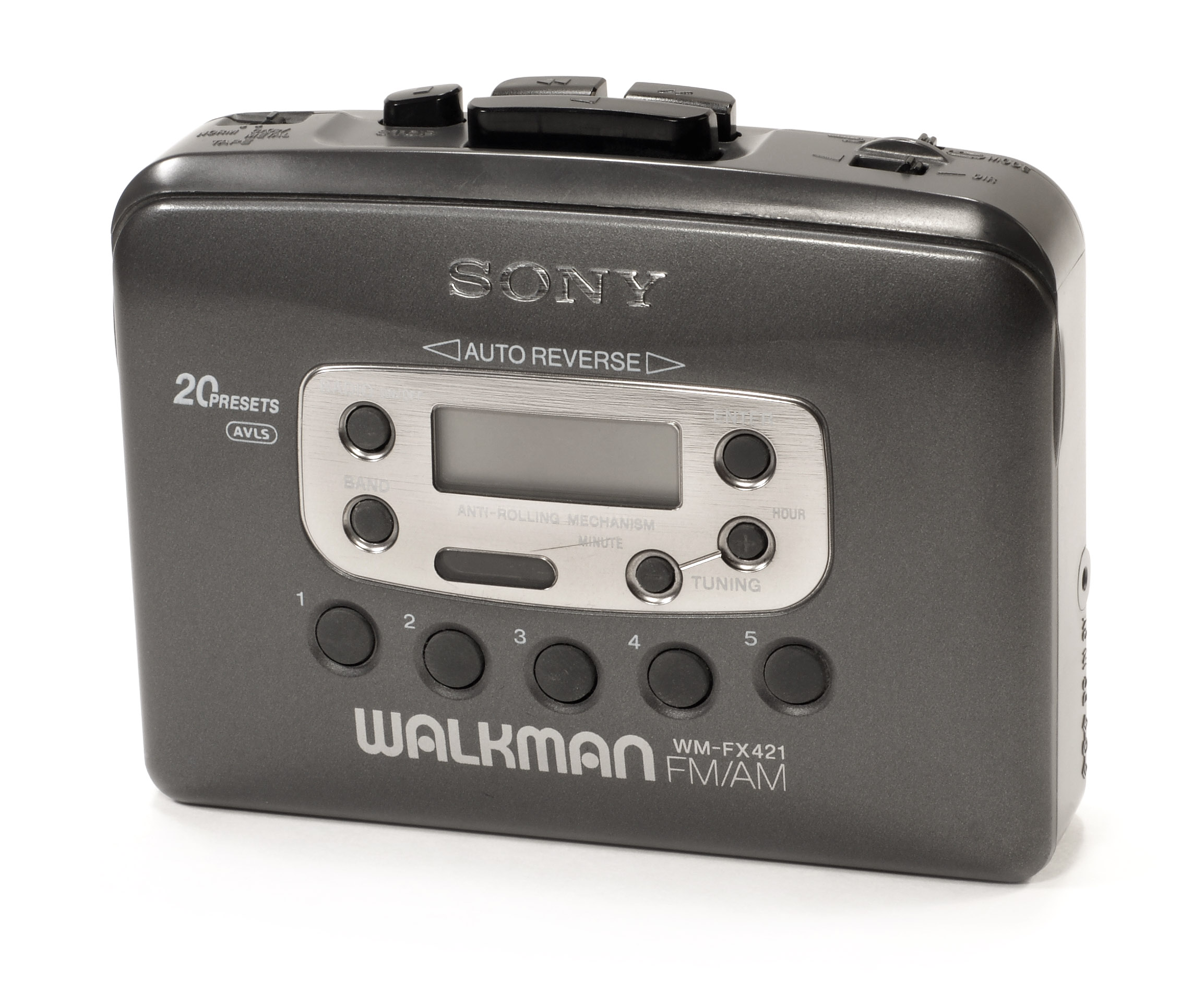
Walkman WM-FX421 (1998)

Первоначальный сине-серебристый Walkman модель TPS-L2 для проигрывания аудиокассет появился в продаже в Японии 1 июля 1979 года.
В Великобритании был выпущен плеер с воспроизведением стереозвука и двумя гнёздами для наушников, разрешая, таким образом, двум людям одновременно слушать музыку (хотя сам плеер продавался только с одной парой наушников MDR-3L2). Там, где у Pressman была кнопка записи, у Walkman была кнопка «hotline», которая активировала встроенный микрофон, звук с которого частично накладывался на звук музыки, позволяя одному слушателю общаться с другим (двойные гнезда и кнопка «hotline» отсутствовали в последующей модели Walkman II).
В некоторых устройствах также имелась и возможность записи. Профессиональной версией Sony Walkman, делающим запись на кассеты, был Walkman Professional WM-D6C. Он был выпущен в 1984 году и был сопоставим по качеству записи и воспроизведения с многими из лучших непортативных магнитофонов. Необычный для портативного устройства, Walkman Professional имел яркий светодиод и ручной регулятор уровня записи, был оборудован приводом (тонвалом) с кварцевой стабилизацией частоты и аморфными головками. Питающийся от 4 батареек AA, он широко использовался журналистами и получил распространение среди энтузиастов Hi-Fi (один из альбомов исполнителя Henry Rollins был записан на Walkman Pro); необычный для продуктов бытовой электроники, он продавался в течение почти 20 лет.

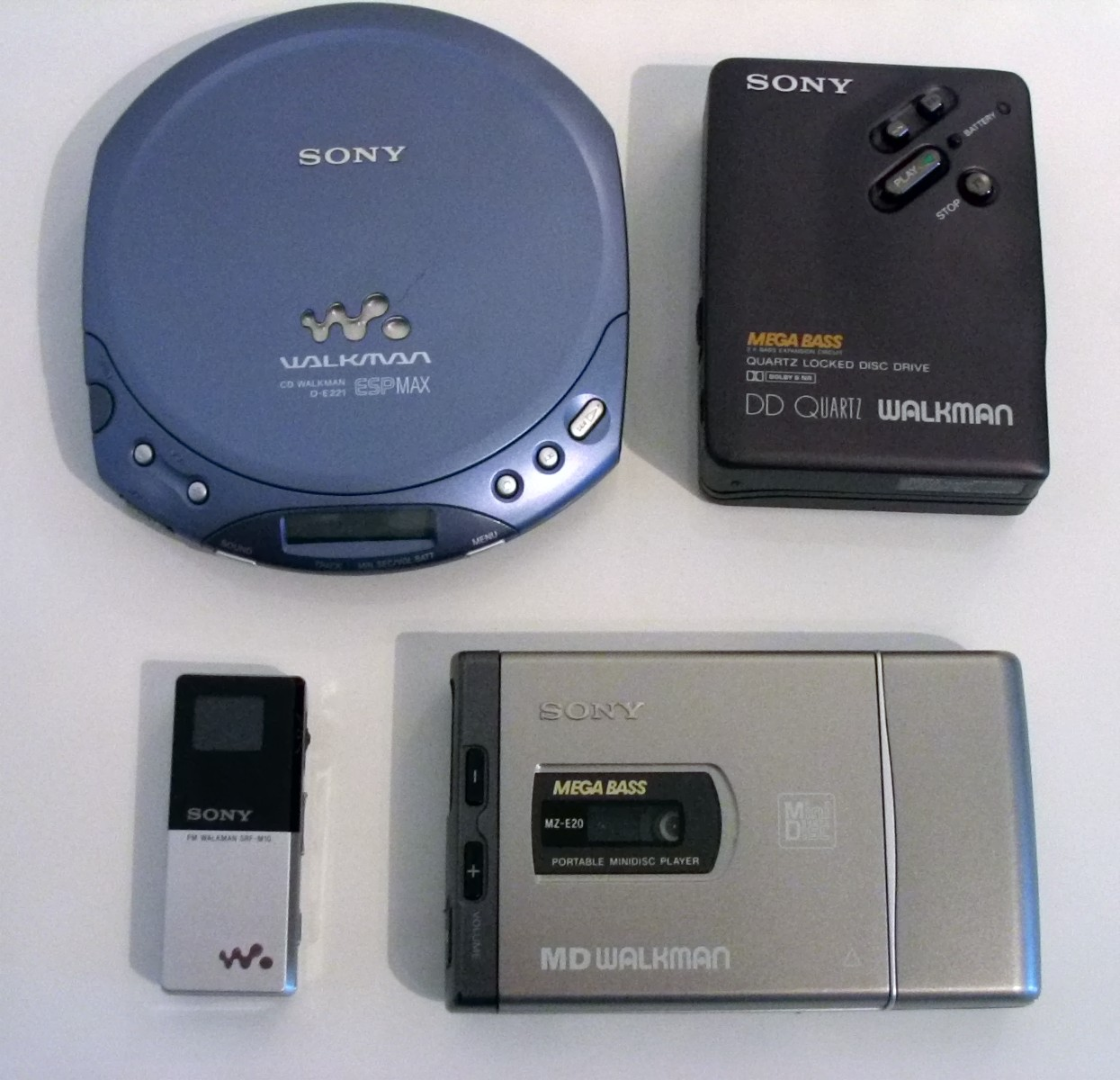
Линия Walkman 2006 года

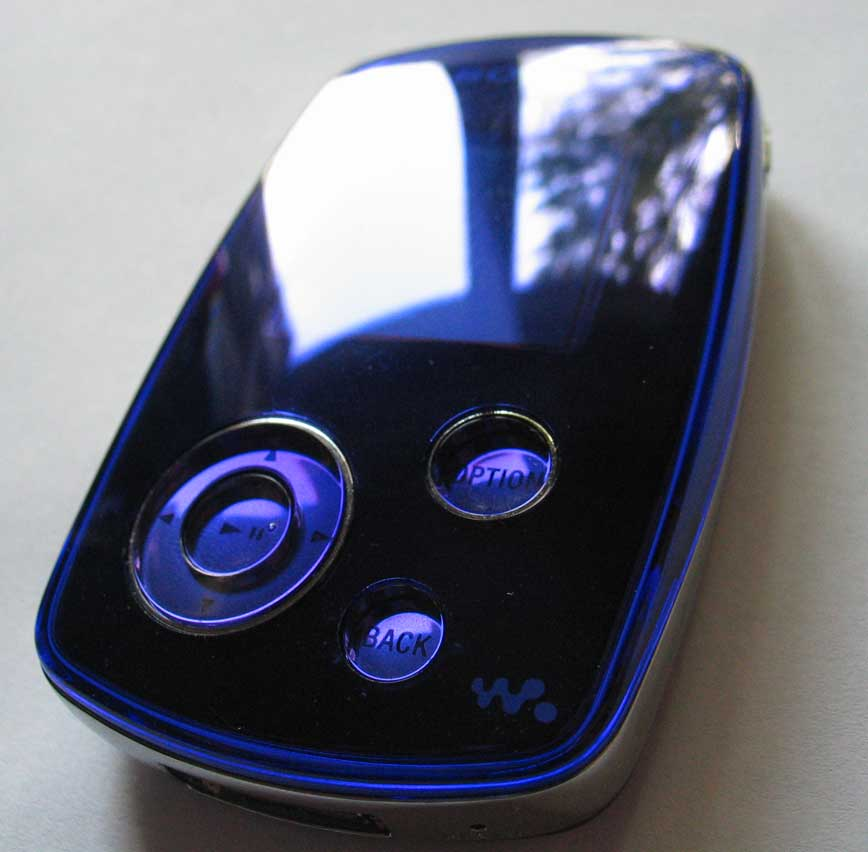
Sony NW-A1000 6GB MP3 Player

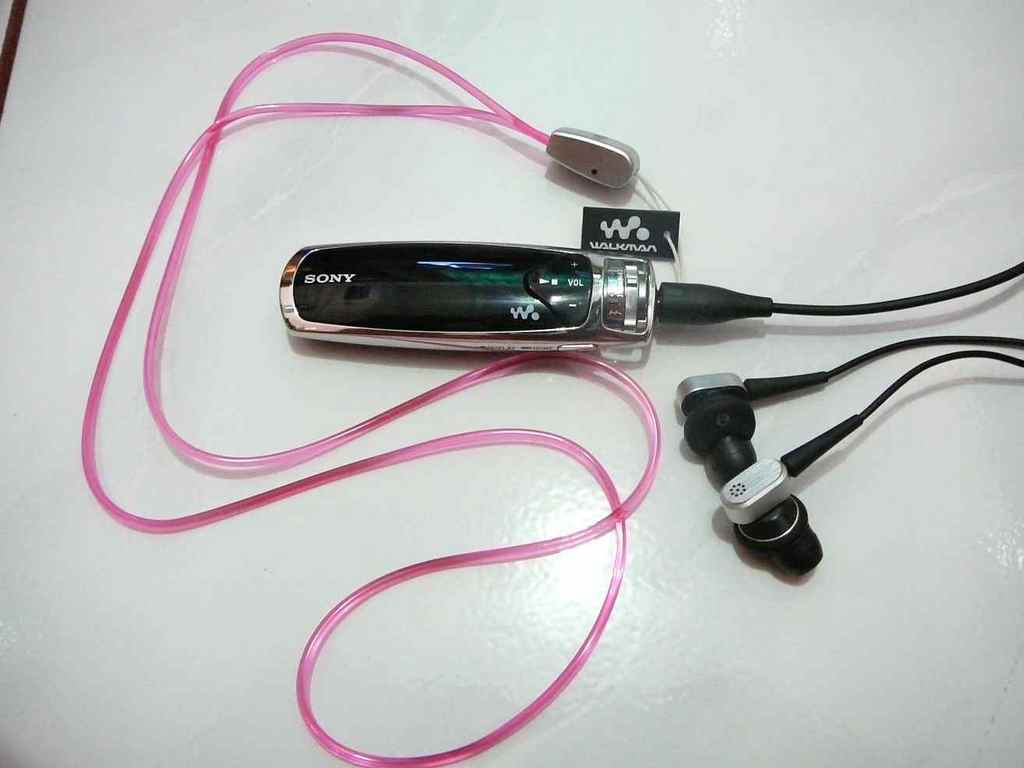
NW S700 series

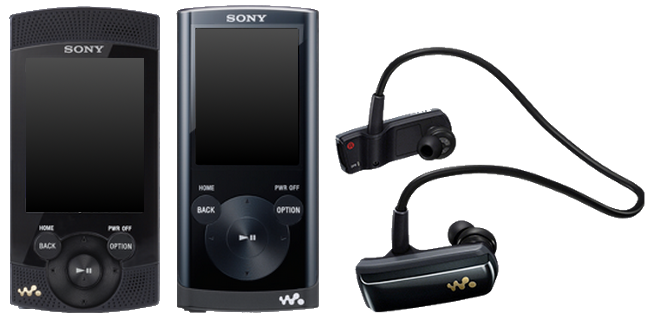
Walkman Line-up (2011)

Создаются различные модели Валкманов, под самые разные вкусы — как с различным функционалом (реверс, аналоговый или цифровой радиоприёмник, эквалайзер и т. д.), так и дизайном, с различными вариантами цветового оформления. Питание большинства моделей осуществлялось от двух батареек AA.
На фоне жёсткой конкуренции, прежде всего с Toshiba (Walky), Panasonic и подконтрольной Sony компанией Aiwa (CassetteBoy), к концу 1980-х Sony снова повышает планку, создав модель WM-DD9, выпущенную в 1989 году, в 10-ю годовщину Walkman (и спустя 5 лет после WM-D6C). Это был единственный Walkman с автореверсом, использующий два мотора (работал только один мотор, в зависимости от проигрываемой в данный момент стороны ленты), систему привода, подобную высококачественным бытовым кассетным декам, гарантирующую высокую точность протяжки магнитной ленты (DD, эту систему получили и другие «Волкмэны» и ее часто путают с прямым приводом, полагая, что DD на крышке плеера означает Direct Drive, но на самом деле DD это аббревиатура от Disc Drive) с высокоточной цифровой системой стабилизации скорости вращения на кварцевом генераторе). Плеер также был оборудован аморфной головкой (воспроизводящей полный частотный диапазон 20—20000 Гц), позолоченным гнездом наушников и имел тонкий алюминиевый корпус. Показатели расхода энергии тоже были улучшены — требовалась только одна батарейка AA.
Sony создала эту модель ориентированной на качество звука, поэтому она не содержит никаких особенностей, вроде встроенного пульта ДУ, поиска пауз (APSS) или ЖК-дисплея. Единственные функции (тоже направленные на повышение качества воспроизведения) — это система подавления шума Dolby B/C, выбор типа плёнки, а также система усиления басов Mega Bass/DBB и два режима автореверса.
1 июля, каждые пять лет (с выпуска Walkman в 1979 году и до 1999 года), компания Sony отмечала выпуском новой модели плеера для кассет с новыми возможностями. Каждая новая модель обладала улучшенными возможностями, сохраняя характеристики предыдущих моделей:
- WM-701S — с дистанционным управлением и корпусом, покрытым тонким слоем стерлингового серебра (1989 год),
- WM-EX1HG — с продлённым сроком службы аккумулятора и выбросом кассеты (1994 год),
- WM-WE01 — с беспроводным дистанционным управлением и беспроводными наушниками (1999 год).

К концу 1990-х кассетный Walkman перестал совершенствоваться в пользу появляющихся цифровых технологий — CD, DAT и MiniDisc. После 2000 года кассетные Walkman и их клоны, достигнув технологических вершин, стали морально устаревать, формат компакт-кассет постепенно вытеснялся. Однако Sony всё ещё продолжала выпускать кассетные Walkman.
Но в 2004 году, в 25-летнюю годовщину Walkman, Sony не стала демонстрировать новую модель кассетного плеера, зато произвела базируемый на жёстком диске СЗ-HD1, официально демонстрируя прекращение использования формата компакт-кассеты (перед этим, в 2003 году, Sony выпустила две модели, но это были MiniDisc-плееры).
Последний кассетный Walkman — WM-FX290 — был выпущен в Северной Америке и начал продаваться в 2002 году; он имел радио с цифровой настройкой (PLL) с AM/FM и TV-диапазонами и работал на единственной батарейке AA. В Канаде, где портативные радиоприёмники не имели доступа к TV-диапазону, это устройство перестало продаваться с мая 2006 года.
В августе 2006 года Sony Canada начинает продавать кассетные Walkman снова, но на сей раз предлагается только базовая модель WM-FX197.
До 2009 года, несмотря на достаточно большой спад популярности кассетных аппаратов, модели с интуитивным управлением[прояснить] (WM-GX788 и т. д.) были доступны в некоторых странах, таких, как Южная Корея и Япония. Эти модели имели полимерные аккумуляторы (в виде пластинки жевательной резинки), лучшее, чем у более дешёвых моделей, качество звука, функцию автоматического поиска песен на ленте и автореверс.
По состоянию на весну 2009 года продажи Walkman (кроме WM-EX651) были прекращены в Южной Корее. В Японии последняя партия кассетных плееров была выпущена в апреле 2010, после чего производство этих некогда популярных устройств практически полностью прекратилось (в Китае Sony планирует выпускать небольшие партии, предназначенные для фанатов этой техники).

Всего со времени начала производства первой модели было выпущено около 200 миллионов кассетных плееров Walkman.

### Discman(1984—2005)
1 июля 1984 года был выпущен первый портативный CD-плеер D-50 (на некоторых рынках D-5). Разработка началась вскоре после начала массового производства компакт-дисков в 1982 году и выхода стационарной модели CDP-101.

### Наминидисках

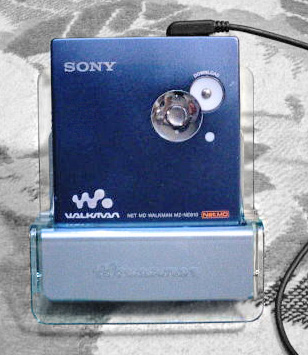
MD Walkman

- NetMD
- Hi-MD

### Network Walkman
Сетевые «Волкмен»:
- NW-MS70D
- NW-MS90D
- NW-HD3
- NW-HD5

### HDD Walkman
Серия NW-A, со встроенным жёстким диском (HDD).
В марте 2007 года Sony выпустила свой первый Walkman с поддержкой видео, модель NW-A800.

### Мобильные телефоны под маркой Walkman (2005—2011)
2005

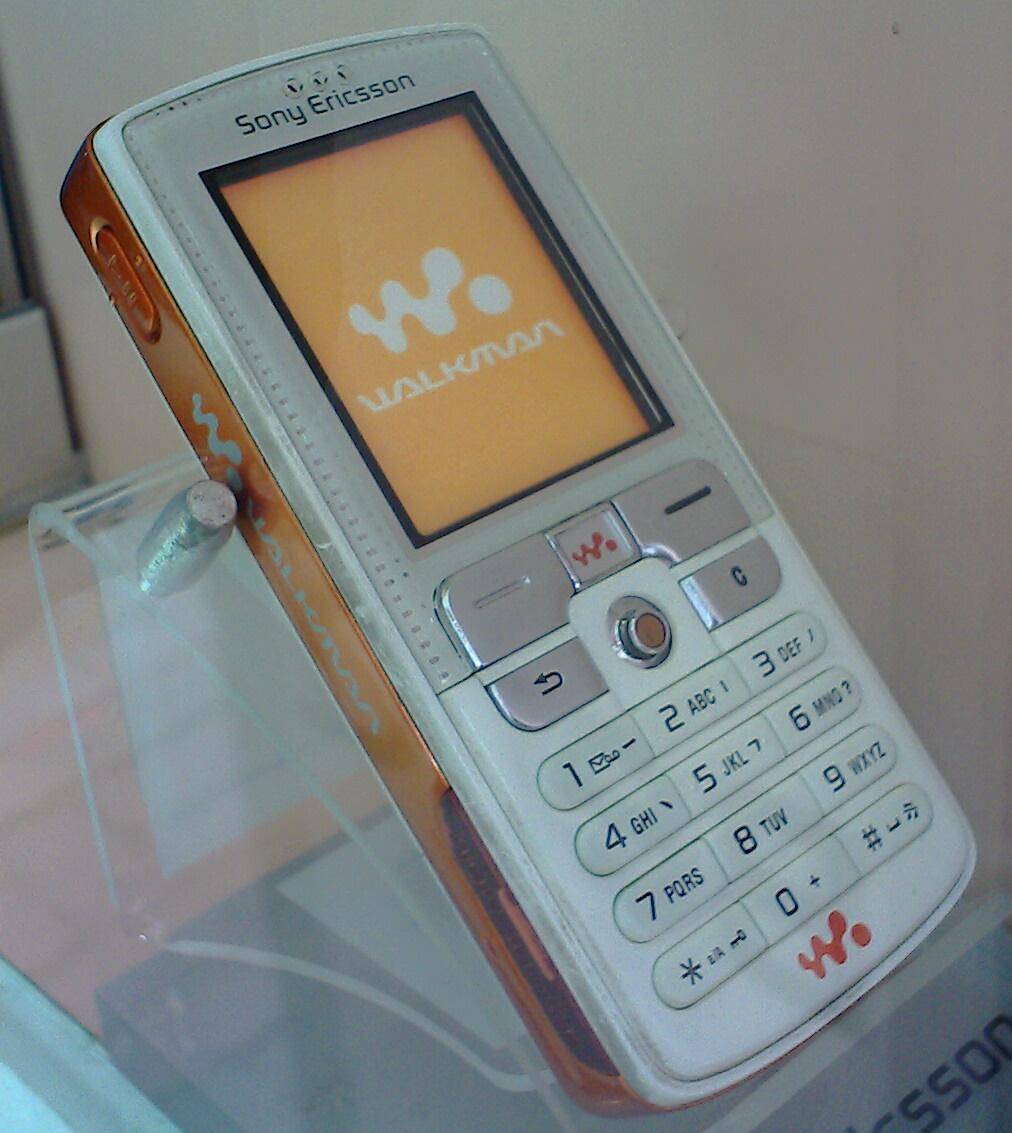
Sony Ericsson W800i (2005)

В 2005 году компания Sony Ericsson приняла решение о создании линейки музыкальных телефонов под брендом Walkman. Первой моделью стал аппарат W800i, являющийся практически полным клоном аппарата K750i. Отличия заключались лишь в позиционировании аппаратов, комплекте поставки, программном обеспечении и корпусе. В остальном, модели были функционально идентичны. Также продвижением W800i занималась группа Jamiroquai из Великобритании, начавшая свой тур с новым альбомом Dynamite осенью того же года. На пресс-конференциях группы присутствовали упоминания о компании Sony Ericsson и аппарате W800i. Солист группы Jay Kay на пресс-конференции в Лондоне ответил на ряд вопросов журналистов, многие из них касались W800i и удобства использования аппарата. Аппарат поступил в продажу 12 августа 2005 года.
8 августа была анонсирована вторая по счёту модель Walkman — ротатор W550i. В сентябре того же года появилась в продаже. Телефон был фактическим клоном S600i. Отличия заключались лишь в возросшем объёме памяти до 256 МБ и использовании в телефоне бренда Walkman. В остальном, аппараты были идентичны.
17 октября компания анонсировала новый, третий по счёту телефон Walkman — W900i. Данный аппарат был по сути преемником модели 2004 года S700i, а также обновлением W550i. Данный аппарат был выполнен в форм-факторе ротатор и обладал стандартной платформой A100 (аналогичной платформам K750i и W800i), встроенной памятью 470 МБ с возможностью расширения до 8 ГБ, экраном размером 2,2 дюйма с разрешением 320x240 и поддержкой UMTS сетей. Единственным недостатком аппарата было отсутствие встроенного радио, которое было реализовано в W900 путём использования идущей в комплекте гарнитуры HPM-80, в которую радио было встроено. По сути, W900i стал флагманом 2005 года в линейки Walkman, однако из-за высокой стоимости и небольшой разницы в функциях по сравнению с K750i и W800i модель не стала особо популярной.
2006
В 2006 году компания активно занялась расширением модельного ряда телефонов Walkman. В январе компания анонсировала новый телефон Walkman — W810i. Данная модель фактически была обновлением двух аппаратов 2005 года — W800i и K750i, имела несколько обновлённый дизайн и идентичную функциональность.
13 февраля был анонсирован первый музыкальный смартфон компании на операционной системе Symbian OS v9.1 W950i. Данный аппарат обладал сенсорным экраном, 4 ГБ встроенной памяти и не имел встроенной камеры. Модель была фактически полным аналогом M600i, и отличалась лишь тем, что вышла под брендом Walkman. Данная модель стала фактическим флагманом среди телефонов Walkman 2006 года.
В апреле был анонсирован и позже вышел в продажу W700i. Модель была упрощённым аналогом первого Walkman телефона W800i. Отличия заключались лишь в другом цвете корпуса, отсутствии автофокуса и комплектом поставки. В остальном, аппараты были совершенно идентичны.
18 мая компания анонсировала новый аппарат компании, модель W850i. Данный аппаратом стал первый устройством компании и линейки Walkman, выполненным в форм-факторе слайдер. Модель имела обновлённую платформу A100, обладала функциональностью, схожей с K750i и W900i. Единственным недостатком данного аппарата стала поддержка карт памяти Memory Stick Pro Duo вместо Memory Stick M2.
2007
В 2007 году компания продолжила расширение модельного ряда телефонов Walkman. В начале февраля была представлена новая модель W880i.
14 марта был анонсирован W660i. Модель была преемником ранее выпущенного аппарата W610i и фактическим конкурентом W880i в собственной линейке аппаратом компании. Как и W880i, смела схожее позиционирование и аналогичную функциональность.
14 июня был анонсирован преемник Walkman смартфона 2006 года W950i — W960i. Модель отличалась от предшественника обновлённым дизайном, возросшим объёмом встроенной памяти (с 4 ГБ до 8 ГБ). Также по сравнению с предшественником данная модель обладала плохой эргономикой, что негативно сказалось на продажах W960i, в результате чего этот аппарат, имеющий самые лучшие технические характеристики среди всех телефонов Walkman, не стал флагманом 2007 года — таковым вместо W960i стала выпущенная чуть позже модель W910i.
В октябре был анонсирован новый флагман компании, слайдер W910i. Модель была преемником аппарата 2005 года W900i. Отличалась от предшественника форм-фактором, платформой A200, поддержкой карт памяти M2 и новым дизайном. Данный аппарат достиг отличных продаж и стал фактическим флагманом среди телефонов Walkman 2007 года. Модель также была очень успешной и в 2008 году.
2008
В 2008 году компания выпустила целый ряд телефонов Walkman. В начале февраля была анонсирована модель W890i, являющаяся обновлением модели W880i. Отличия заключались в наличии FM-радио, обновлённом дизайне и наличии камеры 3,2 мегапикселя.
В апреле был анонсирован другой аппарат Sony Ericsson W760i. Аппарат в форм-факторе слайдера, был фактическим конкурентом W910i.
14 октября был анонсирован и позднее вышел в продажу W595i.
2009
7 апреля 2009 года компания анонсировала новый бюджетный Walkman телефон Sony Ericsson W205. Модель была выполнена в форм-факторе слайдера.
4 июня компания анонсировала новый флагман W995. Модель была выполнена в форм-факторе слайдер, имела проигрыватель Walkman player 3.0, Wi-Fi, карту памяти в комплекте объёмом 8 ГБ с возможностью расширения до 16 ГБ.
2010
В 2010 году модельный ряд телефонов Walkman практически не пополнялся. 13 апреля была анонсирована и выпущена позднее бюджетная модель W100 Spiro. Данный аппарат не был смартфоном. Функциональность данного аппарата и качество звука были реализованы на уровне телефонов Walkman 2005—2007 годов, модель функционально обладала характеристиками, схожими с бюджетной моделью 2007 года W200.
В декабре того же года была выпущена другая модель — W20 Zylo.
В целом, 2010 год выдался провальным для линейки телефонов Walkman — отсутствие флагманской модели и непосильная конкуренция со смартфонами Nokia фактически вытеснила телефоны Walkman с сотового рынка.
2011
22 августа 2011 года компания анонсировала свой последний Walkman телефон — Sony Ericsson WT19 Live. Данный смартфон имел процессор Snapdragon MSM8255 1000 МГц, операционную систему Android 2.3.4, встроенную память 320 МБ с возможностью расширения до 32 ГБ и встроенную камеру 5 мегапикселей. В продажу данное устройство вышло в октябре того же года.
В этом же году компания Sony Ericsson была поглощена Sony и с 2012 года Walkman становится приложением для смартфонов Xperia, начиная с модели Xperia S. Это приложение включало в себе фирменные технологии Sony, такие как ClearAudio+, Virtual Surround sound, xLOUD™, визуализации и др.
В марте 2015 года Sony отказалась от бренда Walkman в фирменных смартфонах, переименовав его в «Музыка».

## Hi-FiиHi-Endплееры
5 сентября 2011 года на выставке IFA был представлен первый аудиоплеер на операционной системе Android Sony Z1000. Это первый Hi-Fi плеер компании, выпущенный под управлением данной системы. Также эксклюзивно для Японии была выпущена модель Z1070 со встроенной памятью 64 ГБ.
25 сентября 2013 года компания анонсировала 2 новых аудиоплеера — плеер серии F880 и NWZ-ZX1. Первый плеер появился в продаже 19 октября того же года и обладал Android 4.1, двухъядерным процессором TI OMAP4 Cortex A9, мощностью 1 Ghz, аудиоусилителем S-Master HX и встроенной памятью 16 ГБ. Также позднее в Европейском Союзе и России выходила модель F886, отличавшаяся лишь возросшим объёмом памяти до 32 ГБ, и предназначенная для европейского рынка. Также позднее для японского рынка вышла японская версия плеера F887, имевшая 64 ГБ встроенной памяти и более громкие динамики. В остальном, модель была идентична предыдущим версиям F880.
NWZ-ZX1 появился в продаже в Японии 7 декабря 2013 года, а в апреле 2014 года в России. Устройство с операционной системой Android 4.1, встроенной памятью 128 ГБ (для пользования доступно 114 ГБ), поддержкой аудиоформатов WAV (192KHz/24bit), AIFF (192KHz/24bit), FLAC (192KHz/24bit), Apple lossless (192KHz/24bit), MP3, WMA1, AAC-LC2, цифровым усилителем HX S-Master и поддержкой формата Hi-Resolution Audio. Выпуск плеера был приурочен к 35-летию бренда Walkman.
6 января 2015 года на выставке Consumer Electronics Show анонсирован аудиоплеер Sony NW-ZX2. Плеер оснащён операционной системой Android версии 4.2.2, имеет встроенную память 128 ГБ с возможностью расширения за счёт использования карты памяти Micro SD и цифровой усилитель S-Master HX™, сокращающий возможные искажения звука. Данная модель является преемником флагмана 2014 года Sony NWZ-ZX1 и предшественником Sony NW-WM1Z. Плеер поступил в продажу в феврале 2015 года, а с 25 февраля стал доступен до заказа на официальном интернет-магазине Sony.
5 сентября 2016 года на выставке IFA в Берлине был анонсирован новый флагманский аудиоплеер Sony NW-WM1Z и младшую модель Sony NW-WM1A. Данное устройство относится к Signature series. В отличие от предшественников, не имеет платформы Android, а работает на проприетарной операционной системе, разработанной Sony. Также встроенную память 256 ГБ и возможностью расширения за счёт использования карт памяти Micro SD. Старшая модель сделана в корпусе из бескислородной меди, а корпус NW-WM1A выполнен из алюминия.

## Walkman в массовой культуре
- Композиция «Watchman, walkman, thinkman» со второго альбома нью-вейв группы «Thinkman» (1988).
- WalkMan — музыкальная группа из Польши.
- Композиция «Walkman» с альбома Horizonterweiterungen (2005) немецкого проекта Welle:Erdball.
- Модель Sony Walkman TPS-L2 носит с собой персонаж фильма «Стражи Галактики», Звёздный Лорд, сыгранный Крисом Прэттом.
- Прототип Sony Walkman TPS-L2 фигурирует в играх Metal Gear Solid: Peace Walker и Metal Gear Solid V: The Phantom Pain.
- Ироничная песня «Farting With The Walkman On» американской панк-рок группы Bloodhound Gang.
- В книге Стивена Кинга «Девочка, которая любила Тома Гордона» главная героиня носила собой плеер Sony Walkman.
- Композиция «Walkman» французского музыканта SebastiAn
- Композиция «Вокмэн» Сергея Галанина и группы «Гулливер»
- В романе Харуки Мураками «Кафка на пляже» главный герой использует минидисковый Sony Walkman
- В аниме и манге JoJo’s Bizarre Adventure один из главных героев, Джозеф Джостар, упоминает свой Sony Walkman после заявления, что никогда не простит японцев.

## Основные конкуренты
- Apple iPod
- Iriver